# Morti nel 1989/Senza giorno specificato
| Questa pagina contiene informazioni ricavate automaticamente dalle voci biografiche con l'ausilio del template Bio e di un bot. L'aggiornamento è periodico e automatico e ricostruisce completamente la pagina. Se manca una persona in questa lista, sei pregato di non aggiungerla, ma accertati piuttosto che la sua voce biografica contenga il template Bio e che i dati anagrafici siano correttamente compilati. Se il template Bio manca, inseriscilo tu stesso o, in alternativa, metti l'avviso {{tmp\|Bio}} che ne segnala la mancanza. Se i dati riportati sono sbagliati, correggi direttamente la voce biografica; le modifiche saranno visibili in questa lista entro pochi giorni. Per chiarimenti vedi il progetto biografie. La lista contiene solo le 56 persone che sono citate nell'enciclopedia e per le quali è stato implementato correttamente il template Bio. Pagina aggiornata al 3 mar 2024. |

- Ramón Abella, pallanuotista uruguaiano (n. 1922)
- Paolo Agosteo, allenatore di calcio e calciatore italiano (n. 1908)
- Gabriel Albertí, cestista, allenatore di pallacanestro e pittore spagnolo (n. 1913)
- Stell Andersen, pianista statunitense (n. 1897)
- John F. Archard, ingegnere inglese (n. 1918)
- Baccio Bandini, regista, montatore e produttore cinematografico italiano (n. 1913)
- Alfredo Barbacci, ingegnere e architetto italiano (n. 1896)
- Fred Alexander Barkley, botanico statunitense (n. 1908)
- Mick Baxter, calciatore inglese (n. 1956)
- Raffaello Bibbiani, architetto italiano (n. 1891)
- Brian Birch, allenatore di calcio e calciatore inglese (n. 1931)
- Antonio Boggeri, fotografo e pubblicitario italiano (n. 1900)
- Angelo Bottigelli, pittore, incisore e poeta italiano (n. 1897)
- Bertha Bracey, insegnante britannica (n. 1893)
- Gino Brogi, pittore italiano (n. 1902)
- Raymond Bru, schermidore belga (n. 1906)
- Henry Cass, regista britannico (n. 1902)
- Mario Colletto, politico italiano (n. 1912)
- Lia Corinaldi, insegnante, politica e sindacalista italiana (n. 1904)
- Michele Cristinzio, botanico italiano (n. 1904)
- Andrea Cucino, generale italiano (n. 1914)
- Francesco Della Sala, architetto italiano (n. 1912)
- Antonio Di Cicco, scrittore italiano (n. 1931)
- W. Raymond Drake, saggista britannico (n. 1913)
- Ettore Falchi, pittore italiano (n. 1913)
- Harijs Fogelis, calciatore lettone (n. 1906)
- Ninon Fovieri, attrice statunitense (n. 1909)
- Giacomo Gabbiani, pittore e incisore italiano (n. 1900)
- Ljuben Genov, tennista bulgaro (n. 1945)
- Shemaryahu Gurary, rabbino, mistico e educatore russo (n. 1898)
- Åke Holm, aracnologo e biologo svedese (n. 1909)
- Li Keran, pittore cinese (n. 1907)
- Edmond Loichot, calciatore svizzero (n. 1905)
- Franco Lombardi, filosofo italiano (n. 1906)
- Héctor López Reboledo, allenatore di pallacanestro uruguaiano (n. 1907)
- Luigi Malafarina, giornalista e scrittore italiano (n. 1939)
- Leyla Mammadbeyova, aviatrice sovietica (n. 1909)
- Egilberto Martufi, maratoneta italiano (n. 1926)
- Alfredo Mazzone, drammaturgo e regista italiano (n. 1922)
- Nino Miglierina, giornalista, conduttore radiofonico e partigiano italiano (n. 1911)
- Luciano Motroni, chirurgo italiano (n. 1905)
- Eric Nord, attore e poeta statunitense (n. 1920)
- Nikolaj Vasil'evič Novikov, diplomatico e ambasciatore sovietico (n. 1903)
- Diego Pettinelli, pittore, decoratore e incisore italiano (n. 1897)
- Giorgio Pinna, pittore italiano (n. 1888)
- Pedro Pireza, calciatore portoghese (n. 1911)
- Virgil Popescu, allenatore di calcio e calciatore rumeno (n. 1923)
- Dietrich Prinz, ingegnere tedesco (n. 1903)
- Antonio Privitera, pittore italiano (n. 1910)
- Enotrio Pugliese, pittore italiano (n. 1920)
- Deoclecio Redig de Campos, storico dell'arte brasiliano (n. 1905)
- Khamlillal Shah, nuotatore e pallanuotista indiano (n. 1920)
- Alberto Sitta, illusionista italiano (n. 1919)
- Pierluigi Torre, ingegnere italiano (n. 1902)
- Giuseppe Viel, politico italiano (n. 1921)
- Parker Vooris, bobbista statunitense (n. 1912)